# Lydia Hastings
Lydia Birch Hastings (* 5. Februar 1990 in Dewey Beach, Delaware) ist eine US-amerikanische Fußballspielerin.

## Leben
Hastings wurde 1990 in Dewey Beach in Sussex County geboren und wuchs Rehoboth Beach des US-Bundesstaates Delaware auf. Sie besuchte von 2004 bis 2008 die Cape Henlope High School in Lewes, Delaware, bevor sie von 2008 bis 2011 Tiefbau an der University of Maryland, College Park studierte. Seit ihrer Rückkehr in die USA, lebt und arbeitet Hastings für Jolly Trolley in Rehoboth Beach, Delaware.

## Karriere

### Verein
Hastings startete ihre Karriere auf Vereinsebene in Rehoboth Beach bei Federal Triangles Soccer Club. In dieser Zeit lief sie zwischen 2003 und 2007 für das Vikings Women Soccer Team der Cape Henlopen High School auf, bevor sie von 2008 bis 2011 im Terrapins Women Soccer Team der University of Maryland spielte. Während ihrer Studienzeit lief Hastings, für die Atlantic City Diablos in der Women′s Premier Soccer League auf. In der Saison 2010 spielte Hastings eine Saison für das Futures Team des WUSA Vereines Washington Freedom. Ein Jahr später ging sie nach Kanada zu Ottawa Fury, von dem sie im Februar 2012 für sechs Monate zu Pali Blues verliehen wurde. Im Herbst 2012 kehrte Hastings nach Kanada zurück und wurde mit den Ottawa Fury, Meister der W-League Saison 2012, nach einem Sieg im Finale gegen ihre ehemalige Mannschaft Pali Blues.
Hastings wechselte im Februar 2013 zum finnischen Meister PK-35 Vantaa, für den sie in der UEFA Women’s Champions League spielte. Im Oktober 2013 kehrte Hastings nach Kanada zurück und unterschrieb erneut bei Ottawa Fury und wurde am 11. Juni 2014 zur W-League Spielerin der Woche gewählt.
Am 18. August 2014 unterschrieb Hastings beim deutschen Frauen-Bundesliga-Aufsteiger Herforder SV. Im Dezember 2014 wurde der bestehende Vertrag mit dem Herforder SV aufgelöst und Hastings kehrte in die USA zurück.

### Nationalmannschaft
Hastings lief 2009 gemeinsam mit ihrer Kommilitonin der University of Maryland und Vereinskameradin bei Ottawa Fury Danielle Hubka, für die U-20-Nationalmannschaft der USA auf.

## Erfolge
Persönlich:
- 2008: Soccer Buzz Mid Atlantic Freshman Team
- Juni 2014: W-League Spielerin der Woche

Vereinsebene:
Meister der W-League2012